# Claus Luthe

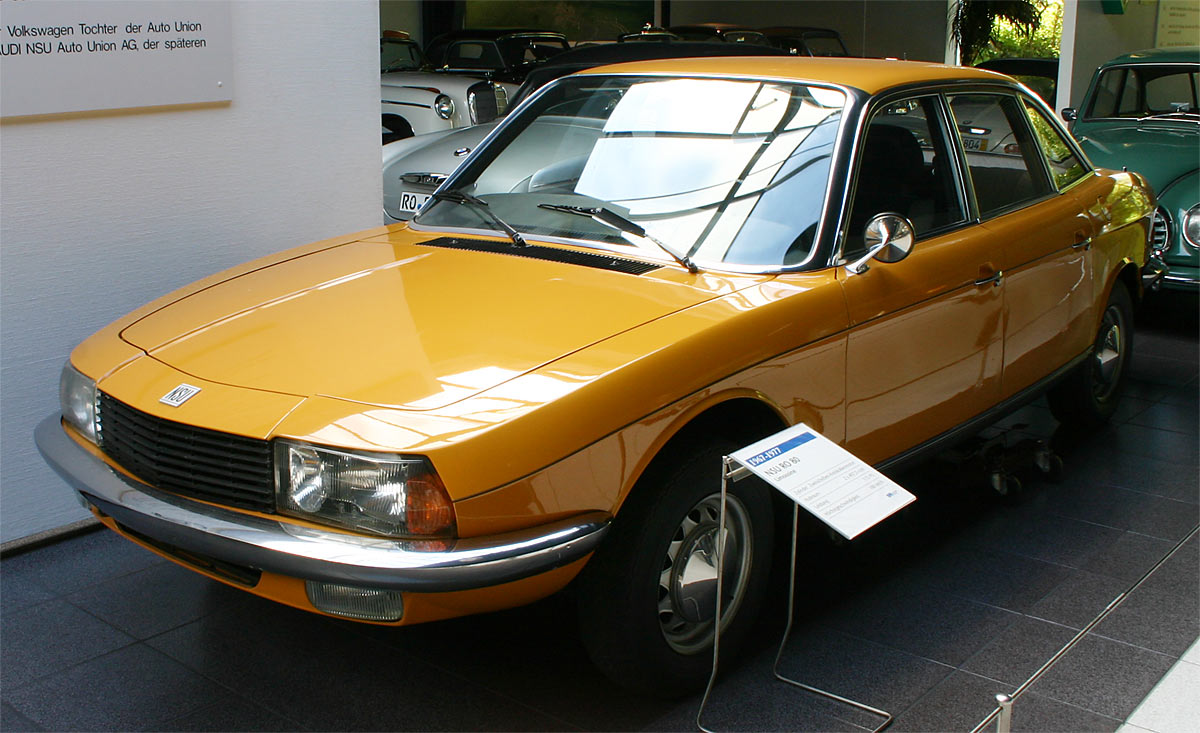
NSU Ro 80, designad av Claus Luthe.

Claus Luthe, född 1932, död 2008, tysk bildesigner, chefsdesigner vid NSU och BMW. Luthes mest kända skapelse är NSU Ro 80 med en för sin tid revolutionerade design.
Claus Luthe verkade vid NSU under 1960-talet och ritade där modeller som NSU Ro 80, Volkswagen K 70 och NSU Prinz. Efter Volkswagens uppköp av NSU arbetade Luthe vid VW/Audi där han ritade modellerna Volkswagen Polo, Audi 100 och Audi 80. 1976 efterträdde han Paul Bracq som chefsdesigner hos BMW. Fram till 1990 ledde han designutvecklingen av 3-serien, 5-serien och 7-serien.